# Фенегро
Фенегро (итал. Fenegrò) — коммуна в Италии, располагается в регионе Ломбардия, в провинции Комо.
Население составляет 2553 человека (2008 г.), плотность населения составляет 511 чел./км². Занимает площадь 5 км². Почтовый индекс — 22070. Телефонный код — 031.
В коммуне 8 сентября особо празднуют Рождество Пресвятой Богородицы.

## Демография
Динамика населения:

## Администрация коммуны
- Официальный сайт: http://www.comune.fenegro.co.it